# 生育力因數
生育因素指的是影響人們要生育多少孩子的决定性因素。
一般来说，生育率上升的直接因素是人們有意願打算生育孩子，在現代社会中，能讓人們生育率上升的因素還有以下幾項，例如極高的性别平等、宗教信仰、价值观的代际传递、婚姻和战争、母親和社会的支持、农村環境、政府出台措施扶持家庭、相對較低水平的教育程度和农业的增長。
与生育率下降的因素包括收入的增加、价值观和态度的改变、教育水平的提高、女性更多地参与劳动、人口控制、年龄、生育控制、伴侣不愿意生孩子或母親不願意生更多孩子、較低的性别平等水平、不孕不育、污染和肥胖。